# Cupolarotonda pentagonale giroelongata
In geometria solida, la cupolarotonda pentagonale giroelongata è un poliedro con 47 facce che può essere costruito, come intuibile dal suo nome, allungando una cupolarotonda pentagonale, sia essa un'ortocupolarotonda  pentagonale o una girocupolarotonda pentagonale, inserendo un'antiprisma decagonale tra la cupola pentagonale e la rotonda pentagonale che la compongono.

## Caratteristiche
Se tutte le sue facce sono poligoni regolari una cupolarotonda pentagonale giroelongata è uno dei 92 solidi di Johnson, in particolare quello indicato come J47, ossia un poliedro strettamente convesso avente come facce dei poligoni regolari ma comunque non appartenente alla famiglia dei poliedri uniformi.
Tale cupolarotonda è uno dei cinque solidi di Johnson chirali, vale a dire che di essa esiste sia una versione sinistrorsa, sia una versione destrorsa. In una delle due versioni, ogni faccia pentagonale della metà inferiore del poliedro è connessa a una delle facce quadrate nella parte superiore a destra di essa attraverso due triangoli, nella versione con chiralità opposta, invece, ogni faccia pentagonale della metà inferiore è connessa, sempre attraverso due triangoli, a una faccia quadrata posta nella metà superiore a sinistra di essa. Le due forme chirali non sono considerate due solidi di Johnson diversi.
Per quanto riguarda i 35 vertici di questo poliedro, su 10 di essi incidono due facce pentagonali e due triangolari, su 5 di essi incidono faccia pentagonale, due quadrate e una triangolare, su altri 10 incidono una faccia pentagonale e quattro triangolari e sugli ultimi 10 vertici incidono una faccia quadrata e quattro triangolari.

## Formule
Considerando una cupolarotonda pentagonale giroelongata avente come facce dei poligoni regolari aventi lato di lunghezza {\displaystyle a}, le formule per il calcolo del volume {\displaystyle V} e della superficie {\displaystyle A} risultano essere:
{\displaystyle V={\frac {5}{12}}\left(11+5{\sqrt {5}}+2{\sqrt {2\left({\sqrt {650+290{\sqrt {5}}}}-{\sqrt {5}}-1\right)}}\right)a^{3}\approx 15,991096\ldots a^{3};}
{\displaystyle A={\frac {a^{2}}{4}}\left(20+35{\sqrt {3}}+7{\sqrt {25+10{\sqrt {5}}}}\right)\approx 321987864\ldots a^{2}.}